# 札幌市アイヌ文化交流センター

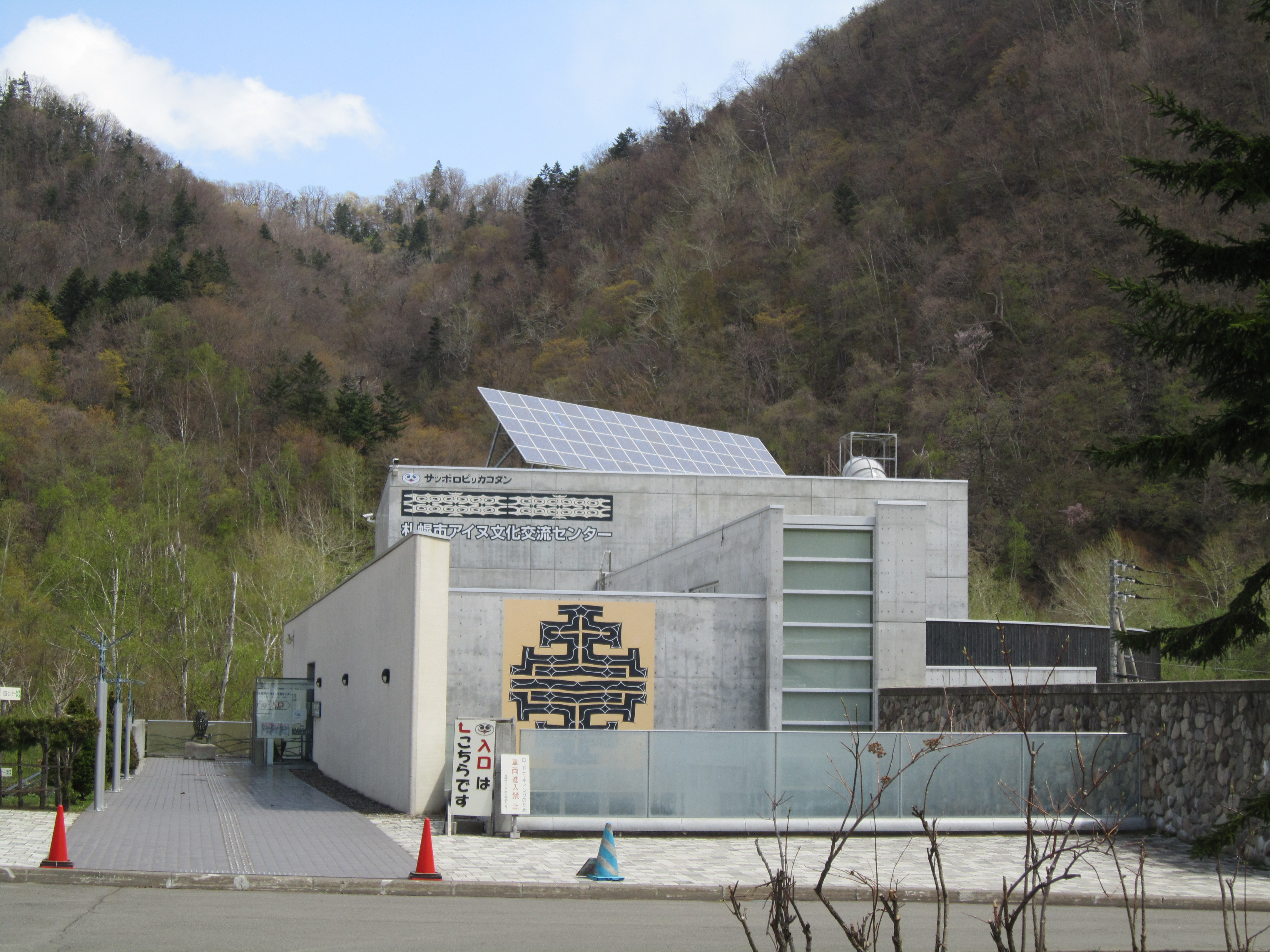
札幌市アイヌ文化交流センター

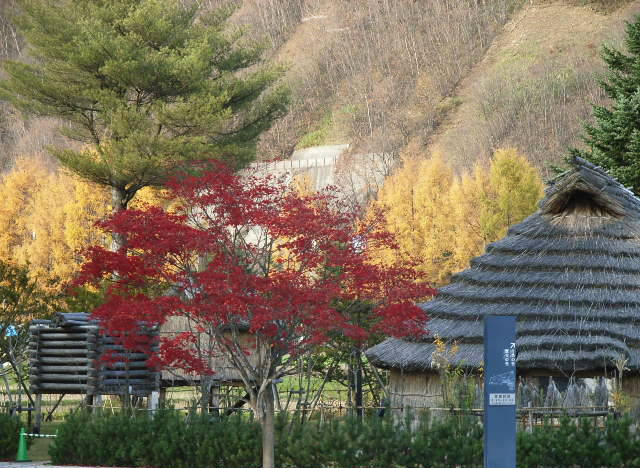
アイヌの住居（2004年11月）

札幌市アイヌ文化交流センター サッポロピリカコタン（さっぽろしアイヌぶんかこうりゅうセンター サッポロピリカコタン、英語名：Sapporo AINU Culture Promotion Center "Sapporo Pirka Kotan"）は北海道札幌市南区小金湯27番地にあるアイヌ民族の生活・文化・歴史をテーマとする文化交流施設である。札幌市が運営・管理をおこなう。

## 概要
2003年（平成15年）12月20日開館。「市民がアイヌ民族の文化及び歴史に対する理解を深めることができる場を提供することにより、アイヌ文化の継承を図るとともに、アイヌ文化とのふれあいを通して市民交流を促進し、もって市民の生活文化の向上と社会福祉の増進に資するため」に設置された。
屋内には、復元製作した民具等、約300点を展示し映像資料等も視聴できる「屋内展示室」（有料）、図書・ビデオ等で文化や歴史を学ぶことのできる「情報コーナー」、刺しゅう・木彫り・ストラップ・ペーパークラフトの制作や衣装体験ができるアイヌ文化体験コーナー、交流ホール、レストコーナー等がある。屋外には伝統的家屋（チセ）、穀物倉（プ）、復元外洋船（イタオマチプ）、小熊の飼育檻（ヘペレセッ）等の展示がみられる。

## アクセス
- じょうてつバス「小金湯」バス停下車徒歩5分
  - 札幌駅ターミナル（定山渓線）から60分
  - 地下鉄真駒内駅（真駒内線）から30分